# 登大遊
登 大遊（のぼり だいゆう、1984年11月17日 - ）は、日本の実業家及び研究者、プログラマである。
筑波大学第三学群情報学類1年に在学していた2003年にSoftEther 1.0を開発し、翌年ソフトイーサ株式会社を設立した。同社の代表取締役会長を務める。
2017年4月より筑波大学国際産学連携本部准教授に着任し、2022年4月には客員教授となる。2018年より独立行政法人 情報処理推進機構 (IPA)  産業サイバーセキュリティセンター　サイバー技術研究室長。2020年にNTT東日本に入社し特殊局員として勤務中。これらの各組織を兼務している。WIDEプロジェクトメンバー。

## 人物

### プログラミングについて
「まわりの友達はファミコンで遊んでいたけど、持っていなかったので家にあったNECのパソコンでベーシックを憶えてゲームを作り始めた」ことがプログラミングを始めたきっかけである。
小学校2年生のとき、捨てる予定だったPC-8001をもらって、専門書を読んで独学でプログラミングを学んだ。最初はBASIC、その後C、Java、C#、C++などを覚えたが、低レベルのモジュールを書くことが多いので、Cを使用している。
高校3年生のときに携帯電話のFOMAのメモリ編集ソフト「PLUS for FOMA」をシェアウェアとして公開し、合計200万円くらいになったという。他にもゴールデンアイもどきの3DFPSゲームなども公開していた。高校生や大学学部生時代に何冊かゲームプログラミングの書籍を著している。また、著作権への遵法意識が強く、過去に「シリアルナンバーを回避してシェアウェア登録無しに使うことは不可能」とうたったシェアウェアを開発したが、すぐにクラックされてしまった。現在でも自己のソフトウェアへの著作権に敏感で、フリーソフトとして公開し十分なユーザーを得てから、そのソフトを突然有償化することもあった。
プログラミングは、没頭した無意識の中で行うという。どのようにして没頭モードに入るかということについて本人は「うまく説明できないが、欲を捨てるというか、何も考えないことだと思う。」、「脳の反復的な作業で答えが出てこない場合は、直感的な創造が必要で、それは作家や建築家や画家のように没頭した無意識から生まれる。」などと述べている。

### VPNソフトウェアの開発
筑波大学の学生だった2003年にIPAの未踏ソフトウェア創造事業に採択され、SoftEther VPNを開発した際、光ファイバーや固定グローバルIPアドレス、ネットワーク機器、サーバーなどを調達し、実験用ネットワーク環境を整備した。SoftEther VPNは後のシン・テレワークシステムの基となった。
SoftEther VPNは、VPN性能が強力過ぎる、簡単すぎて危ない、自治体システムの一方向ファイアウォールを貫通したなどとして、経済産業省から2003年12月に配布停止を要求された。後に強力で使いやすいことが逆に評価されることとなり、3年後には配布停止を要請した同省から経済産業大臣表彰を受賞した。
2006年には内閣官房情報セキュリティセンターが、登に難しいプロトコルスタックを開発させた。これは、情報セキュリティ補佐官であった山口英が登に与えた「物理Intel NICとWindowsのネイティブ・デバイスドライバの間のパケットを、PCIの上でDMAとレジスタを読み書きし、透過的にそれを差し替えて、自動的にVPNでカプセル化して、IPSec、ISAKMPでカプセル化するが、そのプログラムを、ライブラリを一切使わず、全部自分で作れ」というプログラミング仕事であった。登はこの仕事を引受ける中で更に高度なプログラムを書く技術を習得し、予算も付くようになったためハードウェアが購入できるようになった。

### 中国政府のGreat Firewallのハッキング
2012年には登が筑波大学に置いていたSoftEther VPNのページを中国政府のグレート・ファイアウォールが何の前触れもなく遮断したことをきっかけに、Great Firewallの中身を全部解剖してそれに対応する大規模な分散型中継システムを作る必要を感じ、VPN Gateを開発した。その研究の成果を使い、登は逆にグレート・ファイアウォールに任意のIPアドレスを投入して全中国の通信を止めることに成功し、その論文をシアトルの会議でUSENIXに発表した。

### 筑波大学地下道の探索とNTT東日本との出会い
登は筑波大学で会社を設立してもやることがなかったので、ハムスターを飼っていた。これが大学側に露見し、大学事務に「ペットを大学内で飼育してはいけません」と貼り紙が貼られたが、一方で実験動物は例外だと言われたため、実験動物だと言い張るためにこのハムスターを回し車に入れた様子をWebでストリーミング配信したところ多量のアクセスがきて筑波大学のファイアウォールが毎週水曜日に落ちるようになった。対策としてLANケーブルを大学屋上に引いた所、「学生が勝手に屋上にLANケーブルを引くのは危ないからやめろ」と大学当局に怒られ、「光ファイバーにしろ」と言われたため、大学総務部を驚かそうと、学長室まで地下の抜け穴がある総延長14キロメートルの大学の地下道を探検したところ、NTT東日本のフレッツやSINETの光ファイバを見つけ、辿っていき、地元のNTT東日本の電話局に行き着いた。NTT東日本の電話局で、「より先を知りたい」と相談をしたところ、「東京の本社に行きなさい」と言われた。
NTT東日本の本社に行ったところ、電話局に機材を置くためのスペースやダークファイバを用いる方法を教えてもらえて実際に機材を設置し、整然としたNTT設備の中に、「芸術的な配線」で上に地域IP網のラックがある中で卵かけご飯なども出来るようなおかしな場所が出来上がった。いろんな電話局にこれを置いていこうと思い立ち、つくばという茨城の都市から水戸、銀座、渋谷、丸の内、大手町、池袋に広げ、超低遅延23区内40ギガのレイヤー2のイーサリンクを作った。これが後のシン・テレワークシステムの元になった。このような地下道の探検とNTT東日本との出会いの様子の再現映像は、2021年2月のBSテレビのドキュメンタリーで特集された。
また、登はNTT東日本のフレッツの網内の高速低遅延な折り返しを実現するためにフレッツのシステム内にDDNSサーバを中に置かせてほしいとNTT東日本に幾度となく打診したものの当初は拒否され、フレッツ（NTT）は独裁政治になっていて民主的な議会も何もないのでやらせてくれないことに問題意識を持った。そこでNTTを称えるようなフレーム切手を作ったり、GoogleのChromeでクリックすると動く「NTT東日本を守る内容のシューティングゲーム」を作ったりするなどしてNTT東日本を驚かせ、次第にNTT東日本の説得に成功し、最終的にフレッツの網内に使いやすいDDNSを置かせてもらうことができた。このDDNSは多数のフレッツユーザが拠点間Peer to Peer通信に利用しており登録ホストの数は3万台、全部合わせると10万台ぐらいに利用されている。

### IPAとNTT東日本への入社
登はNTT東日本の電話局にあるフレッツの装置を研究していたが、興味本位にコンフィグを見ようとすると、アラートが出てやめるように言われ、装置を勝手に改良しようとして、特注品の装置を勝手にDPDK（英語: Data Plane Development Kit）系の安物に置き換えようとすると怒られ、とにかくネットワークを勝手にいじりたいなと思っても大学みたいに簡単にいかないことが分かった。登は、NTT東日本は1つの企業で世界最大のインフラ、コード、局舎、光ファイバーを持っているにもかかわらずその価値を自ら認識していないと考え、日本で世界最大級のICT人材を育成するために、この環境がそのまま使えるのではないかと考えた。また、物理からIPネットワークや上のアプリケーションレイヤまで自分で全部行う企業は世界のICTの強力な会社を含めてほとんど無いところ、NTT東日本は潜在的にその環境が整っているにもかかわらずNTT東日本はこの人材育成をどう進めればいいのか分かっていないのではないかと考え、電話局で色々と試みを始めていた。
しかし2016年に経済産業省が登に、電話局で遊んでないで国のためのサイバーセキュリティをやるよう依頼し、電話局遊びは休止となった。登は産業サイバーセキュリティセンターをIPAに設立するための環境構築、運営、人材育成を実施した。そこで登が構築した環境について、大学生達の間で、IPAのところに機材を送りつければBGPにタダでつないでくれるらしいとか、グローバルIPアドレスをタダでくれるらしいという噂が出回り、機材などがIPAに送られてくるようになった。登は次世代を育成するために必要なことだと感じ、IPAに送付されてくる「〇〇大学無線部」等の活動の学生機材を受け取って、IPAに匿うことにした。
そのうちに、2019年頃にはIPAのその部屋に、ソフトバンクの人がきたことがきっかけで、NTT東日本のフレッツを作った人もやって来るようになった。登はNTT東日本に「自分は筑波大、SoftEther、IPAにいるが、NTT東日本にも入社できるか」と尋ねたところ、「NTT東日本は終身雇用ばかりで、非常勤というのはあまりおらず無理だ」と一度断られたが、「半年待ってくれ」とも言われ、実際に半年後の2020年にNTT東日本に入社した。

### NTT東日本・IPAシン・テレワークシステム
登が2020年4月にNTT東日本に初出社したところ、新型コロナウイルス感染症 (2019年)の緊急事態宣言により出社禁止となり、暇になったのでシン・テレワークシステムを2週間で作り、IPAとNTT東日本からインターネットで無償提供した。シン・テレワークシステムのインフラはRaspberry Piで構築されており、C言語で、過去の十数年間のSoftEther VPNの開発や内閣官房からの先の「無理難題のプロトコルスタック」の開発仕事、グレート・ファイアウォールに対抗するためのコード等を入れて実装した。それをIPA職員が集まって一生懸命組み立てて構築した。
NTT東日本は、全国に電話局や事務所など3000以上の建物を所有しているが、登は、こうした建物の中に「けしからん」スペースを作ってしまおうという構想をしている。「日本の大きな会社も小さな会社もお役所もどこでもコンピューターシステムや通信で新しいことをやりたいという人が、なにかできるような、試行錯誤が許される部屋が、全国にたくさんできること」を目的としている。
2020年11月には、登はシン・テレワークシステムを改良し、IPAで地方公共団体情報システム機構と連携し総合行政ネットワーク(LGWAN)向けの「自治体テレワークシステム for LGWAN」を構築した。これにより、自治体職員はLGWANの接続を前提とした各種業務をインターネット経由で自宅から行えるようになった。想定を1.4倍上回る応募が殺到し、急きょ、460自治体から3万4000台分が利用できるようにした。このシステムの構築の様子は、情熱大陸でドキュメンタリー化された。
登はこれらの活動の信念を「我々は、国やIPAの支援のおかげで、いろいろ環境を作ってきた。サイバー空間のユーザーには、最低限の権利がある。テレワークをやる権利や、外国のファイアウォールに妨害されずにページを見る権利や、BGP (インターネットの基幹技術のこと)とかをやりたいといったときにお金がなくてもBGPができる権利等である。昔のインターネットにあった当たり前の権利が、干渉されてできなくされつつある。誰でもできる状態を目指さないといけない」とし、そのようにすれば、「日本が抱えている、ICTでお金がかかり過ぎるシステム、利便性もよくない、人材も育たない、ICT業界はあまり快適な職場ではないという問題を解決できる」と述べている。

### 趣味・興味について
映画鑑賞、ドライブ、読書、ゲーム、登山、インターネットが趣味である。映画では科学、哲学、宗教などの要素が散りばめられたものが好きであり、ゲームでは『スーパーメトロイド』などの、ゲーム内のデータ構造を考えてしまうようなものが良いと語っている。ドライブでは、加波山の風力発電装置と靴の道、鹿島港の東京電力発電所排水溝付近、霞ヶ浦総合公園、笠間ダム、KDDI電波送信所および大竹海岸などの有名なスポットへ行くという。
昔から高出力のレーザーに興味があり、将来はレーザーをうまく利用した研究などをしたいと思っている。小学生のころはプログラミングよりも電子工作や物理的なことについての興味のほうが大きかったので、将来はまたその方面に戻る可能性もあると述べている。

### 大学発ベンチャー起業に関する立場について
日本において、米国などにおけるコンピュータ技術に関する主導権を取ることができるような優秀な技術者を育てる役割を大学が担い、特に学生が卒業後にベンチャーを起業するかベンチャーに就職することがより一般的になるべきであると語っている。また、大学においては、例えば筑波大学はベンチャー起業数が極めて多いが、実は教員や卒業生が設立した大学発ベンチャーが多いということであり、学生が在学中に設立したベンチャーはまだごく少ないので、米国に追いつくには、これをもっと米国並みに増やしていかなければならないのではないかと語っている。

## 経歴
高槻中学校・高等学校、筑波大学第三学群情報学類を経て、筑波大学大学院システム情報工学研究科で博士後期課程を修了し、博士 (工学) を取得。
ソフトイーサ株式会社 代表取締役会長。筑波大学 産学連携准教授。
筑波大学先端学際領域研究センター (TARA センター) 客員研究員。筑波大学産学リエゾン共同研究センター 産学連携推進プロジェクト ソフトイーサプロジェクト代表。筑波大学学術情報メディアセンター 共同研究員。
独立行政法人 情報通信研究機構(NICT)情報通信セキュリティ研究センター 推進室 特別研究員。独立行政法人 科学技術振興機構(JST) 戦略的創造研究推進事業CREST「自律連合型基盤システムの構築」研究メンバー。
高校時代からDirectX関連の書籍の執筆などを行っていたが、大学入学後の2003年に情報処理振興事業協会 (IPA、現: 情報処理推進機構) が主催する「未踏ソフトウェア創造事業 未踏ユース部門」で採択されたプロジェクトの成果として、仮想プライベートネットワークソフトウェアであるSoftEtherを開発した。
2007年にはWIDEプロジェクトのメンバーとなった。
2018年に独立行政法人 情報処理推進機構 (IPA) 産業サイバーセキュリティセンター　サイバー技術研究室長となる。
2020年にNTT東日本に入社し特殊局員となる。
また、2017年4月より筑波大学国際産学連携本部准教授、2021年10月からは国際産学連携本部教授、2022年4月からは客員教授を務める。

## 主な著書
- DirectX8.0 3Dアクションゲーム・プログラミング―最新版DirectXを使った3Dアクション・ゲーム作成のノウハウ（工学社） ISBN 4875939094
- DirectX9.0 3Dアクションゲーム・プログラミング―DirectXを使った3Dアクション・ゲーム作成のノウハウ（工学社） ISBN 4875934165
- XP時代のVC++プログラミング―Win32 APIを使ったプログラミング技法（工学社） ISBN 4875933282
- 公式SoftEther活用ガイド（アスキー、共著）ISBN 4756144837
- DirectX 9 実践プログラミング ISBN 9784875934615

## 主な受賞
- 2004年9月 スーパークリエータ/天才プログラマー認定（独立行政法人情報処理推進機構）[25]
- 2005年4月 第15回 日経BP技術賞「特別賞」（日経BP社）[25]
- 2006年10月 ソフトウェア・プロダクト・オブ・ザ・イヤー2006「グランプリ」（独立行政法人情報処理推進機構）[25]
- 2007年10月 経済産業大臣表彰受賞 平成 19 年度情報化月間・情報化促進貢献（内閣府・経済産業省・総務省・財務省・文部科学省・国土交通省）[25]
- 2021年2月 令和3年総務省「サイバーセキュリティに関する総務大臣奨励賞」（総務省） [26]
- 2021年10月 2021年デジタル社会推進賞 デジタル大臣賞「金賞」（デジタル庁） [27]
- 2021年12月 科学技術・学術政策研究所「科学技術への顕著な貢献2021（ナイスステップな研究者）」（文部科学省） [28]

## テレビ出演
- 『情熱大陸』 2008年5月25日(1回目の出演)
- 『情熱大陸』 2021年2月7日(2回目の出演)
- 『マゼランの羅針盤』 2021年2月26日
- 『ニュースウオッチ9』 2021年10月6日